# Ayuntamiento de Ávila
El Ayuntamiento de Ávila es la institución que se encarga del gobierno y administración del municipio de Ávila, capital de la provincia de Avila, comunidad autónoma de Castilla y León, España. Está presidido por el alcalde de Ávila, que tras las elecciones municipales de 2019 es Jesús Manuel Sánchez Cabrera, de Por Ávila. Su sede está emplazada en la casa consistorial de Ávila, ubicada en la plaza del Mercado Chico.

## Edificio-Historia
Su construcción data de los últimos años del reinado de Isabel II. Proyectado por el arquitecto municipal Ildefonso Vázquez de Zúñiga, las obras tendrían lugar en un periodo comprendido entre 1861 y 1868. Se encuentra situado presidiendo la céntrica plaza del Mercado Chico, en el interior del recinto intramuros de la ciudad medieval. Sustituyó a otra casa consistorial situada en la misma plaza y construida a lo largo del siglo xvi. El edificio, que sería restaurado a comienzos de la década de 1980, cuenta con un reloj en su fachada.

## Alcaldes
Este es el histórico de alcaldes del municipio desde el restablecimiento de la democracia:
| Periodo   | Nombre                                                                                 | Partido                           |
| --------- | -------------------------------------------------------------------------------------- | --------------------------------- |
| 1979-1983 | Pedro García Burguillo                                                                 | Unión de Centro Democrático (UCD) |
| 1983-1987 | José Luis Pujades Martín (1983) Isidoro Heras (1983–1984) Mario Galán Sáez (1984–1987) | Alianza Popular (AP)              |
| 1987-1991 | Antonio Encinar Núñez                                                                  | Centro Democrático y Social (CDS) |
| 1991-1995 | Ángel Acebes Paniagua                                                                  | Partido Popular (PP)              |
| 1995-1999 | Dolores Ruiz Ayúcar                                                                    | Partido Popular (PP)              |
| 1999-2003 | Agustín Díaz de Mera (1999–2002) Miguel Ángel García Nieto (2002–2003)                 | Partido Popular (PP)              |
| 2003-2007 | Miguel Ángel García Nieto                                                              | Partido Popular (PP)              |
| 2007-2011 | Miguel Ángel García Nieto                                                              | Partido Popular (PP)              |
| 2011-2015 | Miguel Ángel García Nieto                                                              | Partido Popular (PP)              |
| 2015-2019 | José Luis Rivas Hernández                                                              | Partido Popular (PP)              |
| 2019-2023 | Jesús Manuel Sánchez Cabrera                                                           | Por Ávila (XAV)                   |
| 2023-act. | Jesús Manuel Sánchez Cabrera                                                           | Por Ávila (XAV)                   |

## Elecciones municipales
La administración política de la ciudad se realiza a través de un Ayuntamiento de gestión democrática cuyos componentes se eligen cada cuatro años por sufragio universal. El censo electoral está compuesto por todos los residentes empadronados en Ávila mayores de 18 años y nacionales de España y de los otros países miembros de la Unión Europea. La Ley del Régimen Electoral General establece el número de concejales elegibles en función de la población del municipio.
| Elecciones municipales de abril de 1979  |                                                                      |        |        |            |            |                                   |
| Nombre de la candidatura                 | Nombre de la candidatura                                             | Votos  | %      | Concejales | Concejales | Participación                     |
|                                          | Unión de Centro Democrático (UCD)                                    | 11 226 | 67,95  | 15         |            | 62,76 % (censo electoral: 26 716) |
|                                          | Partido Socialista Obrero Español (PSOE)                             | 3810   | 23,06  | 5          |            | 62,76 % (censo electoral: 26 716) |
|                                          | Partido Comunista de España (PCE)                                    | 989    | 5,99   | 1          |            | 62,76 % (censo electoral: 26 716) |
|                                          | Movimiento Comunista-Organización de Izquierda Comunista (MC-OIC)    | 296    | 1,79   | 0          |            | 62,76 % (censo electoral: 26 716) |
| Votos en blanco                          | Votos en blanco                                                      | 201    | 1,22   | -          |            | 62,76 % (censo electoral: 26 716) |
| Votos válidos                            | Votos válidos                                                        | 16 522 | 100,00 | 21         |            | 62,76 % (censo electoral: 26 716) |
| Votos nulos                              | Votos nulos                                                          | 245    |        |            |            | 62,76 % (censo electoral: 26 716) |
| Elecciones municipales de mayo de 1983   |                                                                      |        |        |            |            |                                   |
| Nombre de la candidatura                 | Nombre de la candidatura                                             | Votos  | %      | Concejales | Concejales | Participación                     |
|                                          | Alianza Popular-Partido Demócrata Popular-Unión Liberal (AP-PDP-UL)  | 7845   | 40,15  | 9          |            | 64,98 % (censo electoral: 30 068) |
|                                          | Partido Socialista Obrero Español (PSOE)                             | 6312   | 32,30  | 7          |            | 64,98 % (censo electoral: 30 068) |
|                                          | Centro Democrático y Social (CDS)                                    | 4417   | 22,61  | 5          |            | 64,98 % (censo electoral: 30 068) |
|                                          | ICE                                                                  | 719    | 3,68   | 0          |            | 64,98 % (censo electoral: 30 068) |
|                                          | Agrupación Independiente (AI)                                        | 246    | 1,26   | 0          |            | 64,98 % (censo electoral: 30 068) |
| Votos en blanco                          | Votos en blanco                                                      | 0      | 0,00   | -          |            | 64,98 % (censo electoral: 30 068) |
| Votos válidos                            | Votos válidos                                                        | 19 539 | 100,00 | 21         |            | 64,98 % (censo electoral: 30 068) |
| Votos nulos                              | Votos nulos                                                          | 0      |        |            |            | 64,98 % (censo electoral: 30 068) |
| Elecciones municipales de junio de 1987  |                                                                      |        |        |            |            |                                   |
| Nombre de la candidatura                 | Nombre de la candidatura                                             | Votos  | %      | Concejales | Concejales | Participación                     |
|                                          | Centro Democrático y Social (CDS)                                    | 10 988 | 47,67  | 11         |            | 72,96 % (censo electoral: 32 149) |
|                                          | Alianza Popular (AP)                                                 | 5617   | 24,37  | 6          |            | 72,96 % (censo electoral: 32 149) |
|                                          | Partido Socialista Obrero Español (PSOE)                             | 3592   | 15,58  | 3          |            | 72,96 % (censo electoral: 32 149) |
|                                          | Izquierda Unida (IU)                                                 | 1250   | 5,42   | 1          |            | 72,96 % (censo electoral: 32 149) |
|                                          | Partido Demócrata Popular (PDP)                                      | 606    | 2,63   | 0          |            | 72,96 % (censo electoral: 32 149) |
|                                          | Partido Liberal (PL)                                                 | 537    | 2,33   | 0          |            | 72,96 % (censo electoral: 32 149) |
|                                          | Plataforma Humanista (PH)                                            | 51     | 0,22   | 0          |            | 72,96 % (censo electoral: 32 149) |
| Votos en blanco                          | Votos en blanco                                                      | 407    | 1,77   | -          |            | 72,96 % (censo electoral: 32 149) |
| Votos válidos                            | Votos válidos                                                        | 23 048 | 100,00 | 21         |            | 72,96 % (censo electoral: 32 149) |
| Votos nulos                              | Votos nulos                                                          | 408    |        |            |            | 72,96 % (censo electoral: 32 149) |
| Elecciones municipales de mayo de 1991   |                                                                      |        |        |            |            |                                   |
| Nombre de la candidatura                 | Nombre de la candidatura                                             | Votos  | %      | Concejales | Concejales | Participación                     |
|                                          | Partido Popular (PP)                                                 | 9763   | 46,67  | 11         |            | 60,72 % (censo electoral: 34 742) |
|                                          | Centro Democrático y Social (CDS)                                    | 4358   | 20,83  | 5          |            | 60,72 % (censo electoral: 34 742) |
|                                          | Partido Socialista Obrero Español (PSOE)                             | 3823   | 18,28  | 4          |            | 60,72 % (censo electoral: 34 742) |
|                                          | Izquierda Unida (IU)                                                 | 1577   | 7,54   | 1          |            | 60,72 % (censo electoral: 34 742) |
|                                          | Los Verdes (LV)                                                      | 995    | 4,76   | 0          |            | 60,72 % (censo electoral: 34 742) |
| Votos en blanco                          | Votos en blanco                                                      | 403    | 1,93   | 0          |            | 60,72 % (censo electoral: 34 742) |
| Votos válidos                            | Votos válidos                                                        | 20 919 | 100,00 | 21         |            | 60,72 % (censo electoral: 34 742) |
| Votos nulos                              | Votos nulos                                                          | 177    |        |            |            | 60,72 % (censo electoral: 34 742) |
| Elecciones municipales de mayo de 1995   |                                                                      |        |        |            |            |                                   |
| Nombre de la candidatura                 | Nombre de la candidatura                                             | Votos  | %      | Concejales | Concejales | Participación                     |
|                                          | Partido Popular (PP)                                                 | 16 344 | 63,79  | 14         |            | 68,79 % (censo electoral: 37 682) |
|                                          | Partido Socialista Obrero Español (PSOE)                             | 3689   | 14,40  | 3          |            | 68,79 % (censo electoral: 37 682) |
|                                          | Izquierda Unida de Castilla y León (IU)                              | 3612   | 14,10  | 3          |            | 68,79 % (censo electoral: 37 682) |
|                                          | Agrupación Independiente de Ávila (AIAV)                             | 1411   | 5,51   | 1          |            | 68,79 % (censo electoral: 37 682) |
| Votos en blanco                          | Votos en blanco                                                      | 564    | 2,20   | -          |            | 68,79 % (censo electoral: 37 682) |
| Votos válidos                            | Votos válidos                                                        | 25 620 | 100,00 | 21         |            | 68,79 % (censo electoral: 37 682) |
| Votos nulos                              | Votos nulos                                                          | 302    |        |            |            | 68,79 % (censo electoral: 37 682) |
| Elecciones municipales de junio de 1999  |                                                                      |        |        |            |            |                                   |
| Nombre de la candidatura                 | Nombre de la candidatura                                             | Votos  | %      | Concejales | Concejales | Participación                     |
|                                          | Partido Popular (PP)                                                 | 13536  | 56,60  | 13         |            | 62,24 % (censo electoral: 39 014) |
|                                          | Partido Socialista Obrero Español (PSOE)                             | 5531   | 23,13  | 5          |            | 62,24 % (censo electoral: 39 014) |
|                                          | Izquierda Unida de Castilla y León (IU)                              | 2936   | 12,28  | 3          |            | 62,24 % (censo electoral: 39 014) |
|                                          | Partido Demócrata Español (PADE)                                     | 455    | 1,90   | 0          |            | 62,24 % (censo electoral: 39 014) |
|                                          | La Falange (FE)                                                      | 455    | 1,90   | 0          |            | 62,24 % (censo electoral: 39 014) |
| Votos en blanco                          | Votos en blanco                                                      | 1161   | 4,85   | -          |            | 62,24 % (censo electoral: 39 014) |
| Votos válidos                            | Votos válidos                                                        | 23 916 | 100,00 | 21         |            | 62,24 % (censo electoral: 39 014) |
| Votos nulos                              | Votos nulos                                                          | 368    |        |            |            | 62,24 % (censo electoral: 39 014) |
| Elecciones municipales de mayo de 2003   |                                                                      |        |        |            |            |                                   |
| Nombre de la candidatura                 | Nombre de la candidatura                                             | Votos  | %      | Concejales | Concejales | Participación                     |
|                                          | Partido Popular (PP)                                                 | 15 355 | 56,97  | 15         |            | 69,79 % (censo electoral: 41 593) |
|                                          | Partido Socialista Obrero Español (PSOE)                             | 7322   | 25,50  | 7          |            | 69,79 % (censo electoral: 41 593) |
|                                          | Izquierda Unida de Castilla y León (IU-CYL)                          | 3213   | 11,19  | 3          |            | 69,79 % (censo electoral: 41 593) |
|                                          | Tierra Comunera-Partido Nacionalista Castellano (TC-PNC)             | 430    | 1,50   | 0          |            | 69,79 % (censo electoral: 41 593) |
|                                          | Izquierda Republicana (IR)                                           | 168    | 0,59   | 0          |            | 69,79 % (censo electoral: 41 593) |
|                                          | La Falange (FE)                                                      | 124    | 0,43   | 0          |            | 69,79 % (censo electoral: 41 593) |
|                                          | Partido Humanista (PH)                                               | 123    | 0,43   | 0          |            | 69,79 % (censo electoral: 41 593) |
|                                          | Falange Española Independiente-Falange 2000 (FEI-FE 2000)            | 52     | 0,18   | 0          |            | 69,79 % (censo electoral: 41 593) |
| Votos en blanco                          | Votos en blanco                                                      | 922    | 3,21   | -          |            | 69,79 % (censo electoral: 41 593) |
| Votos válidos                            | Votos válidos                                                        | 28 709 | 100,00 | 25         |            | 69,79 % (censo electoral: 41 593) |
| Votos nulos                              | Votos nulos                                                          | 318    |        |            |            | 69,79 % (censo electoral: 41 593) |
| Elecciones municipales de mayo de 2007   |                                                                      |        |        |            |            |                                   |
| Nombre de la candidatura                 | Nombre de la candidatura                                             | Votos  | %      | Concejales | Concejales | Participación                     |
|                                          | Partido Popular (PP)                                                 | 16 996 | 60,14  | 16         |            | 65,53 % (censo electoral: 43 586) |
|                                          | Partido Socialista Obrero Español (PSOE)                             | 7566   | 26,77  | 7          |            | 65,53 % (censo electoral: 43 586) |
|                                          | Izquierda Unida-Los Verdes Compromiso por Castilla y León (IULV-CYL) | 2656   | 9,40   | 2          |            | 65,53 % (censo electoral: 43 586) |
|                                          | Tierra Comunera-Alternativa por Castilla y León (TC-ACAL)            | 330    | 1,17   | 0          |            | 65,53 % (censo electoral: 43 586) |
| Votos en blanco                          | Votos en blanco                                                      | 714    | 2,53   | -          |            | 65,53 % (censo electoral: 43 586) |
| Votos válidos                            | Votos válidos                                                        | 28 262 | 100,00 | 25         |            | 65,53 % (censo electoral: 43 586) |
| Votos nulos                              | Votos nulos                                                          | 302    |        |            |            | 65,53 % (censo electoral: 43 586) |
| Elecciones municipales de mayo de 2011   |                                                                      |        |        |            |            |                                   |
| Nombre de la candidatura                 | Nombre de la candidatura                                             | Votos  | %      | Concejales | Concejales | Participación                     |
|                                          | Partido Popular (PP)                                                 | 14 732 | 51,70  | 14         |            | 65,94 % (censo electoral: 44 345) |
|                                          | Partido Socialista Obrero Español (PSOE)                             | 4944   | 17,35  | 4          |            | 65,94 % (censo electoral: 44 345) |
|                                          | Unión Progreso y Democracia (UPyD)                                   | 4062   | 14,26  | 4          |            | 65,94 % (censo electoral: 44 345) |
|                                          | Izquierda Unida de Castilla y León (IUCyL)                           | 2977   | 10,45  | 3          |            | 65,94 % (censo electoral: 44 345) |
|                                          | El Partido de Castilla y León-Candidatura Independiente (PCAL-CI)    | 664    | 2,33   | 0          |            | 65,94 % (censo electoral: 44 345) |
| Votos en blanco                          | Votos en blanco                                                      | 1116   | 3,92   | -          |            | 65,94 % (censo electoral: 44 345) |
| Votos válidos                            | Votos válidos                                                        | 28 495 | 100,00 | 25         |            | 65,94 % (censo electoral: 44 345) |
| Votos nulos                              | Votos nulos                                                          | 745    |        |            |            | 65,94 % (censo electoral: 44 345) |
| Elecciones municipales de mayo de 2015   |                                                                      |        |        |            |            |                                   |
| Nombre de la candidatura                 | Nombre de la candidatura                                             | Votos  | %      | Concejales | Concejales | Participación                     |
|                                          | Partido Popular (PP)                                                 | 9508   | 33,00  | 9          |            | 65,76 % (censo electoral: 44 841) |
|                                          | Ciudadanos-Partido de la Ciudadanía (Cs)                             | 5183   | 17,99  | 5          |            | 65,76 % (censo electoral: 44 841) |
|                                          | Partido Socialista Obrero Español (PSOE)                             | 4470   | 15,52  | 4          |            | 65,76 % (censo electoral: 44 841) |
|                                          | Trato Ciudadano (TC)                                                 | 2989   | 10,38  | 3          |            | 65,76 % (censo electoral: 44 841) |
|                                          | Izquierda Unida de Castilla y León (IUCyL)                           | 2906   | 10,09  | 3          |            | 65,76 % (censo electoral: 44 841) |
|                                          | Unión Progreso y Democracia (UPyD)                                   | 1734   | 6,02   | 1          |            | 65,76 % (censo electoral: 44 841) |
|                                          | Ahora Decide                                                         | 665    | 2,31   | 0          |            | 65,76 % (censo electoral: 44 841) |
|                                          | Vox                                                                  | 639    | 2,22   | 0          |            | 65,76 % (censo electoral: 44 841) |
| Votos en blanco                          | Votos en blanco                                                      | 715    | 2,48   | -          |            | 65,76 % (censo electoral: 44 841) |
| Votos válidos                            | Votos válidos                                                        | 28 809 | 100,00 | 25         |            | 65,76 % (censo electoral: 44 841) |
| Votos nulos                              | Votos nulos                                                          | 677    |        |            |            | 65,76 % (censo electoral: 44 841) |
| Elecciones municipales de España de 2019 |                                                                      |        |        |            |            |                                   |
| Nombre de la candidatura                 | Nombre de la candidatura                                             | Votos  | %      | Concejales | Concejales | Participación                     |
|                                          | XAV                                                                  | 11.223 | 35,14  | 11         |            | 71,49 % (censo electoral: 44 841) |
|                                          | PP                                                                   | 6.886  | 21,56  | 6          |            | 71,49 % (censo electoral: 44 841) |
|                                          | PSOE                                                                 | 6.177  | 19,34  | 6          |            | 71,49 % (censo electoral: 44 841) |
|                                          | Cs                                                                   | 2.715  | 8,5    | 2          |            | 71,49 % (censo electoral: 44 841) |
|                                          | VOX                                                                  | 1.416  | 4,43   | 0          |            | 71,49 % (censo electoral: 44 841) |
|                                          | IZQUIERDA UNIDA-EQUO                                                 | 875    | 2.74   | 0          |            | 71,49 % (censo electoral: 44 841) |
|                                          | UPYD                                                                 | 810    | 2,54   | 0          |            | 71,49 % (censo electoral: 44 841) |
|                                          | TC                                                                   | 760    | 2,38   | 0          |            | 71,49 % (censo electoral: 44 841) |
|                                          | PODEMOS                                                              | 510    | 1,6    | 0          |            | 71,49 % (censo electoral: 44 841) |
|                                          | ÁvilaLP                                                              | 368    | 1,15   | 0          |            | 71,49 % (censo electoral: 44 841) |
| Votos en blanco                          | Votos en blanco                                                      | 201    | 0,63   | -          |            | 71,49 % (censo electoral: 44 841) |
| Votos válidos                            | Votos válidos                                                        | 18.918 | 100,00 | 25         |            | 71,49 % (censo electoral: 44 841) |
| Votos nulos                              | Votos nulos                                                          | 219    | 0,68   | -          |            | 71,49 % (censo electoral: 44 841) |
| Elecciones municipales de España de 2023 |                                                                      |        |        |            |            |                                   |
| Nombre de la candidatura                 | Nombre de la candidatura                                             | Votos  | %      | Concejales | Concejales | Participación                     |
|                                          | XAV                                                                  | 11.075 | 38,7   | 11         |            | 65,23 % (censo electoral: 44 836) |
|                                          | PP                                                                   | 7.525  | 26,07  | 7          |            | 65,23 % (censo electoral: 44 836) |
|                                          | PSOE                                                                 | 4.459  | 15,45  | 4          |            | 65,23 % (censo electoral: 44 836) |
|                                          | Vox                                                                  | 2.869  | 9,94   | 3          |            | 65,23 % (censo electoral: 44 836) |
|                                          | Podemos-Izquierda Unida                                              | 1.398  | 4,84   | 0          |            | 65,23 % (censo electoral: 44 836) |
|                                          | Ciudadanos                                                           | 654    | 2,26   | 0          |            | 65,23 % (censo electoral: 44 836) |
|                                          | PNTAV                                                                | 536    | 1,85   | 0          |            | 65,23 % (censo electoral: 44 836) |
| Votos en blanco                          | Votos en blanco                                                      | 344    |        | -          |            | 65,23 % (censo electoral: 44 836) |
| Votos válidos                            | Votos válidos                                                        | 28.860 |        | 25         |            | 65,23 % (censo electoral: 44 836) |
| Votos nulos                              | Votos nulos                                                          | 388    |        | -          |            | 65,23 % (censo electoral: 44 836) |

## Evolución de la deuda viva municipal
El concepto de deuda viva contempla sólo las deudas con cajas y bancos relativas a créditos financieros, valores de renta fija y préstamos o créditos transferidos a terceros, excluyéndose, por tanto, la deuda comercial.
| Gráfica de evolución de la deuda viva del Ayuntamiento entre 2008 y 2023                        |
|                                                                                                 |
| Deuda viva del Ayuntamiento de Ávila, en miles de euros, según datos del Ministerio de Hacienda |